# Boris Palmer
Boris Palmer (Waiblingen, 28 maggio 1972) è un politico tedesco.
Da gennaio 2007 ricopre la carica di sindaco di Tubinga.

## Biografia
Il padre di Palmer, Helmut, soprannominato "Remstalrebell" ("ribelle della valle del Rems), era ben conosciuto per la sua attività politica. In un'intervista alla Deutsche Welle per il programma Talking Germany, Palmer descrisse suo padre come un ribelle che divenne attivista politico negli anni '50, e affermò che suo nonno per le sue origini ebraiche fu costretto a fuggire negli Stati Uniti nel 1938. The former state minister and CDU member Christoph Palmer is a second nephew of Helmut and a second cousin of Boris Palmer..

### Carriera

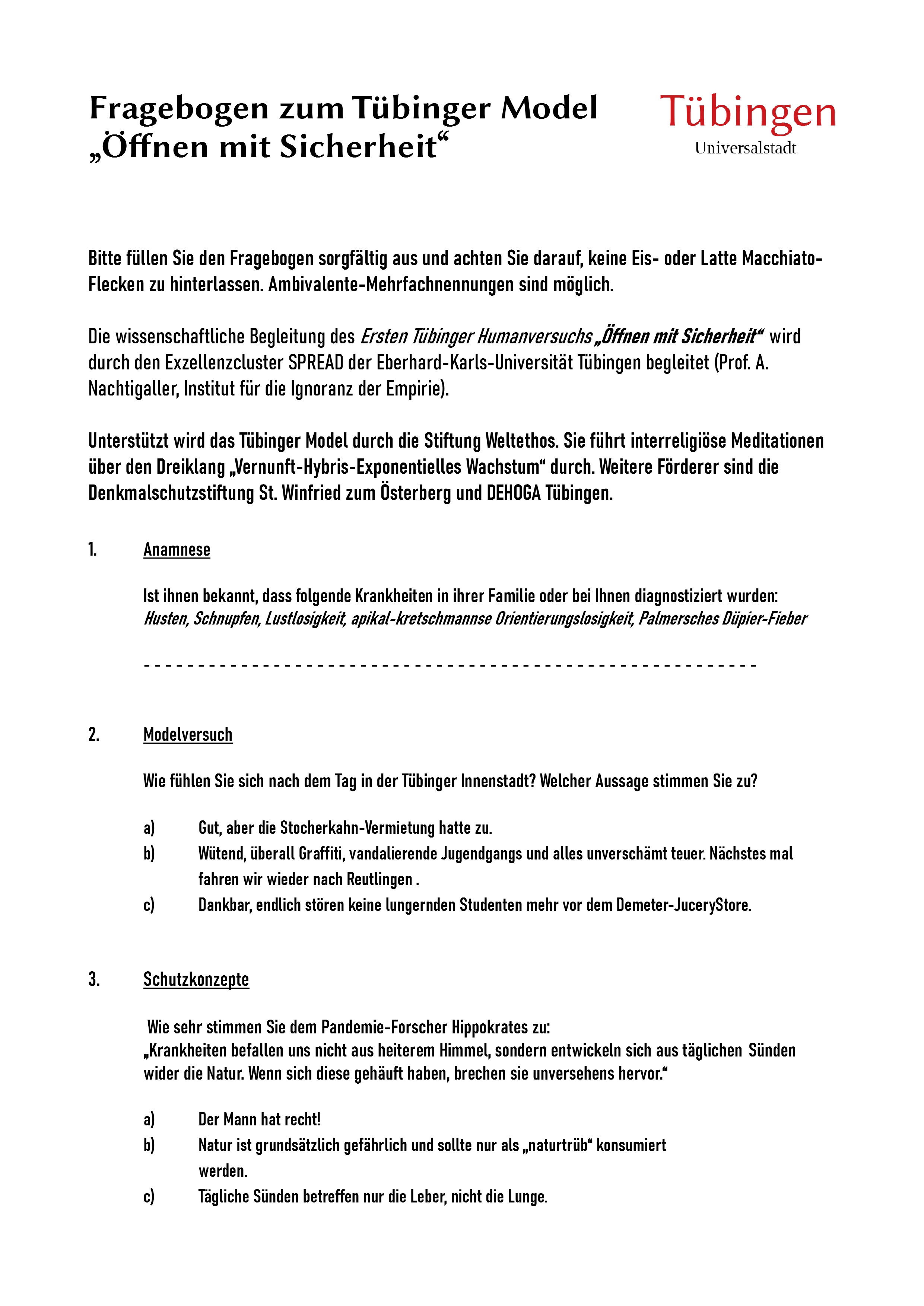
Nel 2021, Boris Palmer ha avviato un "progetto pilota" con le proprie regole per affrontare la pandemia di COVID-19. L'esperimento è stato valutato con un questionario.

L'attività politica di Palmer cominciò nel 1996 quando aderì al partito Alleanza 90/I Verdi.
Dopo essersi laureato all'Università di Tubinga nel 1999, Palmer lavorò come assistente scientifico per il partito nel Bundestag. Nel 2001 vinse un seggio al Landtag del Baden-Württemberg.
Nel 2004 si candidò come sindaco di Stoccarda arrivando in terza posizione nel primo ballottaggio con il 21,5% dei voti,.
Dopo essere stato rieletteo al Landtag del Baden-Württemberg, Palmer decise di candidarsi come sindaco di Tubinga. Questa volta vinse le elezioni con il 50,4% dei voti, di conseguenza rassegnò le dimissioni dal Landtag e assunse la carica di sindaco nel gennaio 2007. Il 19 ottobre 2014 Palmer viene rieletto per un altro mandato di otto anni.
Nel 2015 Palmer viene pesantemente criticato da altri membri del suo partito e dall'organizzazione giovanile di esso per le sue posizioni, relativamente di destra rispetto al resto del partito, riguardanti l'immigrazione nel contesto della crisi dei rifugiati. Nell'agosto 2017, alcune settimane prima delle elezioni federali, pubblica un libro intitolato Wir können nicht allen helfen (Non possiamo aiutare tutti), diventato un best seller in Germania.